# 新界區專線小巴96線
新界區專線小巴96線是由彩龍專線小巴有限公司營辦的一條專線小巴線，來往青龍頭及荃灣（海壩街）；而96P線則為其支線，循環來往荃灣西站及灣景花園。

## 簡介及歷史
96線提供青龍頭、浪翠園、深井、汀九往來荃灣西站及荃灣市中心的專線小巴服務，在1983年起投入服務，初時往來豪景花園至荃灣碼頭，1990年起增設繁忙時間短程班次，往來荃灣（眾安街），2003年12月九廣西鐵（現稱港鐵屯馬線）通車後，總站遷往荃灣（海壩街），來回程繞經荃灣運輸大樓（即荃灣碼頭巴士總站舊址）。初時96線利用車海戰術，搶走不少紅色小巴及九巴的乘客，但自九巴234A及234B（前身為34B）相繼投入服務後，利用頻密聯合班次，搶去96線於深井區的乘客。
至於96P線則提供灣景花園及麗城花園等荃灣西約一帶的屋苑往來港鐵荃灣西站的特快專線小巴服務，於2003年12月20日起配合九廣西鐵（現稱港鐵西鐵線）通車而投入服務，袛在每日早上繁忙時間提供服務，方便麗城花園居民以特快途徑接駁港鐵西鐵線。由於荃灣西約一帶距離荃灣西站比較近，故此很多居民寧願步行15分鐘前往，導致96P線的客量一直非常稀少，甚至已經可以取消服務。
2019年2月24日：96線改為繞經荃灣（海貴路）。

## 行車路線
96
- 荃灣（海壩街）開經：海壩街、川龍街、荃灣街市街、大河道、荃灣（海貴路）(按乘客要求途經)、大河道、沙咀道、青山公路－荃灣段、柴灣角迴旋處、海興路、海安路、麗志路、青山公路及龍如路。
- 青龍頭開經：龍如路、青山公路、大涌道、沙咀道、大河道、荃灣（海貴路）(按乘客要求途經)、大河道、荃灣街市街、川龍街、兆和街、眾安街及海壩街。

96P
- 經：荃灣西站公共運輸交匯處、無名通道、海興路、海安路、麗志路、青山公路－荃灣段（西行）、青山公路－荃灣段（東行）、柴灣角迴旋處、海興路、大涌道迴旋處、無名通道及荃灣西站公共運輸交匯處。

## 八達通轉乘優惠
- 憑同一張八達通卡乘搭308M往浪翠園方向，於登車後45分鐘內在青山公路（深井）轉乘本線、96M往青龍頭，或乘搭由豪景花園乘搭本線、96M往荃灣站方向，於青山公路（深井）轉乘308M往青衣站方向，次程可獲$1.1的折扣優惠。請注意由豪景花園上車時必須向車長指明於深井下車，以便車長調校八達通機至$2.8收費，方可享有轉乘優惠。

## 服務時間及班次
96線分別在每日上午6時正至下午11時正（青龍頭開）和上午6時半至下午11時半（荃灣（海壩街）開）提供服務，而兩個方向的班次皆是約6至10分鐘一班。
至於96P線，其所有班次都是由荃灣西站開出，於每日上午6時半至9時半及星期一至五下午5時半至7時半提供服務，班次約12至15分鐘一班。

## 用車
兩線車隊皆全數採用豐田Coaster小巴行駛。

## 外部連結
- 681巴士總站 （页面存档备份，存于）